# چشمه آبگرم کشکو
چشمه آبگرم کشکو یکی از نقاط دیدنی استان هرمزگان در جنوب ایران است.
این چشمه آب گرم در مسیر جاده بندرعباس به کشکو قراردادر و از روستای کشکو تا مظهر چشمه ۴ کلیو متر فاصله‌است که یک کیلومتر آن را باید پیاده پیمود مظهر چشمه در شکاف سنگهای آهکی است و عامل تشکیل آن تکتو نیک صفحه‌ای می‌باشد حوضچه‌های متعددی در اطراف چشمه وجود دارند که اهالی از آنها به عنوان استخرشنا استفاده می‌کنند از آب این چشمه جهت کشاورزی نیز استفاده می‌شود. آب چشمه در ردیف آبهای سولفات، کلسیم همراه با منیزیم زیاد و کلور، سدیم گرم می‌باشد و در پایان مسیر خود به رودخانه کشکو می‌ریزد.